# Palazzo Gravina di Palagonia

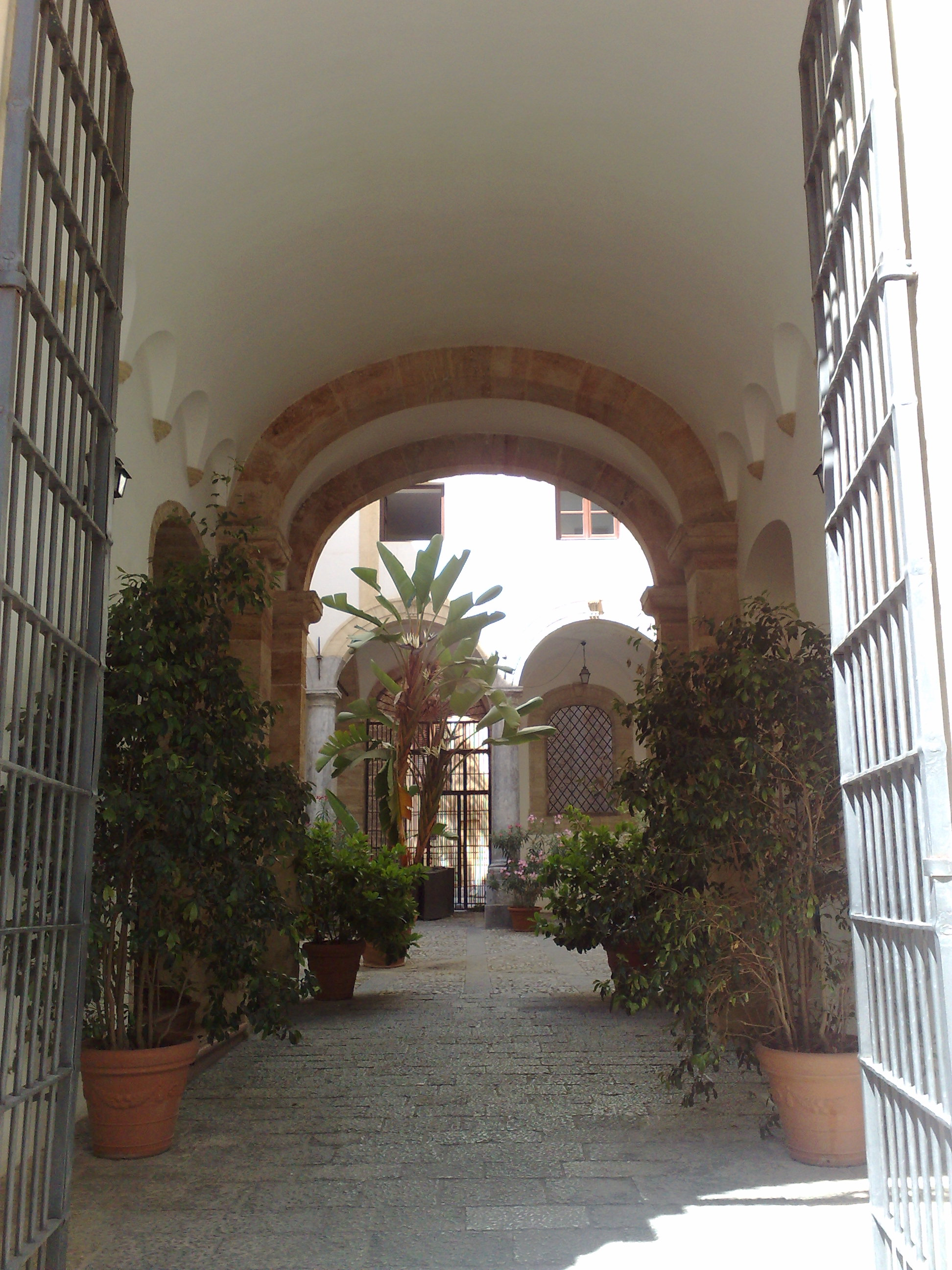
L'ingresso al palazzo

Il Palazzo Gravina di Palagonia è un palazzo medievale di Palermo sito nel quartiere Kalsa fra via IV Aprile, via Alloro e vicolo Palagonia all'Alloro.
Si hanno notizie del palazzo già dal XV secolo; in quel periodo era diviso in due nuclei differenti appartenenti alla famiglia Diana ed alla famiglia Monferrato. I due edifici vennero acquistati, nel XVIII secolo, dalla famiglia Palagonia che li unificò e gli diede la conformazione attuale. Nuovi lavori vennero effettuati nel XIX secolo quando una delle facciate venne completamente stravolta dando l'impressione di essere un unico edificio e donando anche un aspetto più consono al tempo, le altre facciate rimasero immutate, venne inoltre creato un grande scalone di marmo. Nel 1854 muore, senza eredi, Francesco Paolo Gravina ultimo principe che destinerà tutti i suoi beni all'Opera Pia Principe di Palagonia, un ente benefico da lui stesso fondato. Durante la seconda guerra mondiale venne pesantemente interessato dai bombardamenti della primavera/estate del 1943 e nel 1968 venne abbandonato definitivamente. 
Il piano Regolatore del 1962 ne prevedeva la demolizione, per la realizzazione della "terza via" venne quindi espropriato dall'amministrazione comunale. Con l'approvazione nel 1993 del Piano Particolareggiato Esecutivo, il palazzo fu oggetto di un progetto di restauro degli architetti Gianni Crivello, Mario LI Castri e dell'Ingegnere Francesco Calamia i lavori iniziati nel 1999 terminarono nel 2002 ed oggi è sede degli uffici della Direzione Generale del Comune e di alcuni servizi dell'Ufficio del Centro Storico.